# Ixora megalothyrsa
Ixora megalothyrsa là một loài thực vật có hoa trong họ Thiến thảo. Loài này được Bremek. mô tả khoa học đầu tiên năm 1937.